# Heers (Pays-Bas)
Heers est un hameau situé dans la commune néerlandaise de Veldhoven, dans la province du Brabant-Septentrional.

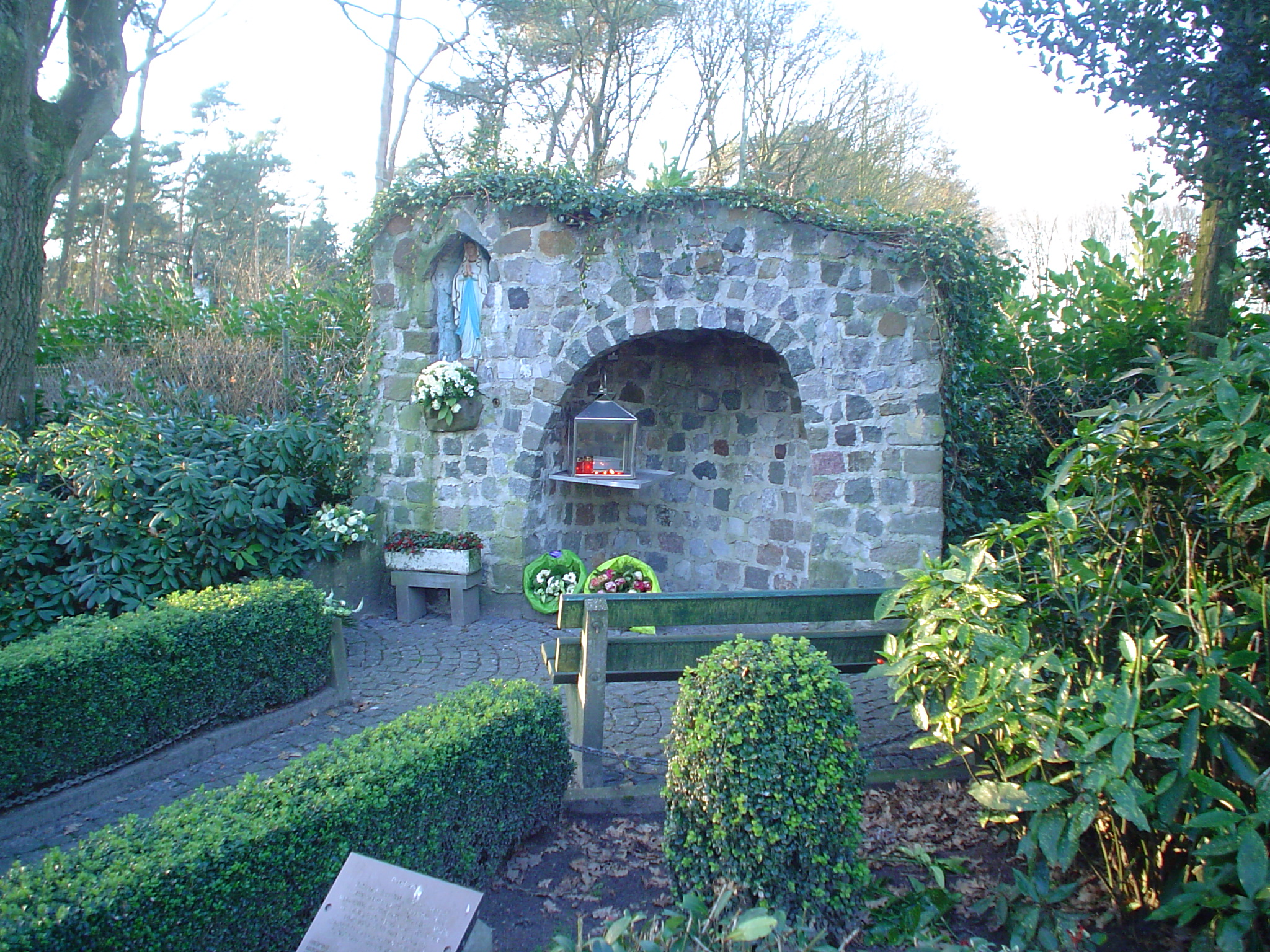
La chapelle de Heers, construite en 1990